# Hettangiano
| Periodo                                                                                      | Epoca                | Piano          | Età (Ma)    |
| -------------------------------------------------------------------------------------------- | -------------------- | -------------- | ----------- |
| Cretacico                                                                                    | Cretacico inferiore  | Berriasiano    | Più recente |
| Giurassico                                                                                   | Giurassico superiore | Titoniano      | 149,2 ± 0,7 |
| Giurassico                                                                                   | Giurassico superiore | Kimmeridgiano  | 154,8 ± 0,8 |
| Giurassico                                                                                   | Giurassico superiore | Oxfordiano     | 161,5 ± 1,0 |
| Giurassico                                                                                   | Giurassico medio     | Calloviano     | 165,3 ± 1,1 |
| Giurassico                                                                                   | Giurassico medio     | Bathoniano     | 168,2 ± 1,2 |
| Giurassico                                                                                   | Giurassico medio     | Bajociano      | 170,9 ± 0,8 |
| Giurassico                                                                                   | Giurassico medio     | Aaleniano      | 174,7 ± 0,8 |
| Giurassico                                                                                   | Giurassico inferiore | Toarciano      | 184,2 ± 0,3 |
| Giurassico                                                                                   | Giurassico inferiore | Pliensbachiano | 192,9 ± 0,3 |
| Giurassico                                                                                   | Giurassico inferiore | Sinemuriano    | 199,5 ± 0,3 |
| Giurassico                                                                                   | Giurassico inferiore | Hettangiano    | 201,4 ± 0,3 |
| Triassico                                                                                    | Triassico superiore  | Retico         | Più antico  |
| Suddivisione del Giurassico secondo la Commissione internazionale di stratigrafia dell'IUGS. |                      |                |             |

Nella scala dei tempi geologici, l'Hettangiano rappresenta il primo dei quattro stadi stratigrafici o età in cui è suddiviso il Giurassico inferiore, la prima epoca dell'intero periodo Giurassico.
È compreso tra 199,6 ± 0,6 e 196,5 ± 1,0 milioni di anni fa (Ma), preceduto dal Retico, l'ultimo stadio del precedente periodo Triassico e seguito dal Sinemuriano, il secondo stadio del Giurassico inferiore. 

## Definizioni stratigrafiche e GSSP
L'Hettangiano è stato introdotto nella letteratura scientifica dal paleontologo svizzero Eugène Revenier nel 1864. Lo stadio prende il nome dal paese di Hettange-Grande, situato nel nord della Francia, al confine con il Lussemburgo.
La base dello stadio Hettangiano, nonché del Giurassico inferiore e dell'intero periodo Giurassico, è definita dalla prima comparsa negli orizzonti stratigrafici dei fossili di ammonite della specie Psiloceras spelae, del genere Psiloceras, ben al di sopra della netta escursione negativa dell'isotopo del carbonio.
Il limite superiore, che funge anche da base del successivo stadio Sinemuriamo, è dato dalla prima comparsa di reperti ammonitici dei generi Vermiceras e Metophioceras.

### GSSP
Il GSSP, il profilo stratigrafico di riferimento della Commissione Internazionale di Stratigrafia, per l'Hettangiano è stato ratificato nel 2010 in una sezione a Kuhjoch, nel Tirolo Austriaco (coordinate: 47.4839ºN, 11.5306ºE).

## Biostratigrafia
L'Hettangiano contiene tre biozone ammonitiche dell'Oceano Tetide:
- zona della Schlotheimia angulata
- zona dell'Alsatites liasicus
- zona della Psiloceras planorbis

## Palaeontologia

### †Ichthyosauri
| Ichthyosauria dell'Hettangiano | Ichthyosauria dell'Hettangiano  | Ichthyosauria dell'Hettangiano | Ichthyosauria dell'Hettangiano                                                                                        | Ichthyosauria dell'Hettangiano |
| Taxa                           | Presenza                        | Località                       | Descrizione | Immagine                       |
| ------------------------------ | ------------------------------- | ------------------------------ | --- | ------------------------------ |
| - Ichthyosaurus                | Dall'Hettangiano al Sinemuriano | Belgio, Inghilterra, Germania  | Tra i più noti del genere degli Ichtyosauri, con una lunghezza di circa due metri era un po' più piccolo della media. |                                |

### Mammaliaformi
| Mammaliaformes dell'Hettangiano | Mammaliaformes dell'Hettangiano | Mammaliaformes dell'Hettangiano | Mammaliaformes dell'Hettangiano | Mammaliaformes dell'Hettangiano |
| Taxa                            | Presenza                        | Località                        | Descrizione                     | Immagine                        |
| ------------------------------- | ------------------------------- | ------------------------------- | ------------------------------- | ------------------------------- |
| - Haramiya                      |                                 |                                 |                                 |                                 |

### †Ornithischi
| Ornithischia dell'Hettangiano | Ornithischia dell'Hettangiano   | Ornithischia dell'Hettangiano                                                | Ornithischia dell'Hettangiano | Ornithischia dell'Hettangiano |
| Taxa                          | Presenza                        | Località                                                                     | Descrizione | Immagine                      |
| ----------------------------- | ------------------------------- | ---------------------------------------------------------------------------- | --- | ----------------------------- |
| - Abrictosaurus               | Dall'Hettangiano al Sinemuriano | Upper Elliot Formation, tra il Lesotho e la Provincia del Capo, in Sudafrica | Viene considerato il membro più primitivo della famiglia degli Heterodontosauridae. |                               |
| - Fabrosaurus                 | Dall'Hettangiano al Sinemuriano | Lesotho                                                                      | Poiché l'unico fossile noto è un frammento di mandibola con tre denti, il nome Fabrosaurus è incerto e potrebbe trattarsi di un Lesothosaurus. |                               |
| - Heterodontosaurus           |                                 | Upper Elliot Formation, Provincia del Capo, Sud Africa                       | Piccolo e agile ornitischio delle dimensioni inferiori al metro. La mano dell'Heterodontosauro aveva cinque dita, due delle quali sembrano opponibili, permettendo così di afferrare e utilizzare il cibo. Un'altra interessante caratteristica è la specializzazione dei denti, che ha dato il nome alla specie. Sulla punta della mandibola, appena sotto il becco, aveva piccoli denti probabilmente usati per tranciare foglie e steli. |                               |
| - Lanasaurus                  | Dall'Hettangiano al Sinemuriano | Upper Elliot Formation, Orange Free State, Sud Africa                        | Heterodontosauride ornithischiano. |                               |
| - Lycorhinus                  | Dall'Hettangiano al Sinemuriano | Upper Elliot Formation, Provincia del Capo, Sud Africa                       | Piccolo dinosauro erbivoro, nonostante i lunghi canini. A causa di questa caratteristica unica è associato all'Heterodontosaurus. |                               |
| - Scelidosaurus               | Dall'Hettangiano al Sinemuriano | Charmouth, West Dorset, Inghilterra; Kayenta Formation, Arizona, USA         | Dinosauro erbivoro quadrupede, con piccole scaglie e dimensioni attorno ai quattro metri. |                               |
| - Scutellosaurus              |                                 | Arizona, USA                                                                 | Bipede corazzato, erbivoro, lungo 1,3 metri, alto circa mezzo metro e dal peso di 10 kg. |                               |
| - Stormbergia                 | Dall'Hettangiano al Sinemuriano | Formazione di Stormberg Series, Sud Africa, Lesotho                          | Ornitischio primitivo della lunghezza di circa due metri. Le proporzioni degli arti posteriori mostrano differenze rispetto al Lesothosaurus e indicano una minore abilità nella corsa. |                               |

### †Plesiosauri
| Plesiosauria dell'Hettangiano | Plesiosauria dell'Hettangiano | Plesiosauria dell'Hettangiano                 | Plesiosauria dell'Hettangiano                                                                                | Plesiosauria dell'Hettangiano |
| Taxa                          | Presenza                      | Località                                      | Descrizione                                                                                                  | Immagine                      |
| ----------------------------- | ----------------------------- | --------------------------------------------- | --- | ----------------------------- |
| - Macroplata                  | Dall'Hettangiano al Toarciano | Harbury, Warwickshire, UK                     | |                               |
| - Rhomaleosaurus              | Hettangiano e Toarciano       | Barrow-upon-Soar, Leicestershire, Inghilterra | Rettile carnivoro dei sauropterygia appartenente alla superfamiglia dei Pliosaurus, lungo circa sette metri. |                               |